# Mali Badić
Mali Badić es un pueblo de la municipalidad de Bosanska Krupa, en el cantón de Una-Sana, Bosnia y Herzegovina.

## Superficie
Posee una superficie de 3,15 kilómetros cuadrados.

## Demografía
Hasta 2013 la población era de 177 habitantes, con una densidad de población de 56,2 habitantes por kilómetro cuadrado.